# Loó
Loó (en ruso: Лоо́, en adigué: Лэуп, en abaza: Лоо) es un microdistrito perteneciente al distrito de Lázarevskoye de la unidad municipal de la ciudad-balneario de Sochi del krai de Krasnodar del sur de Rusia.
Está situado en el sudeste del distrito, en la desembocadura del río Loó en la orilla nororiental del mar Negro.

## Historia

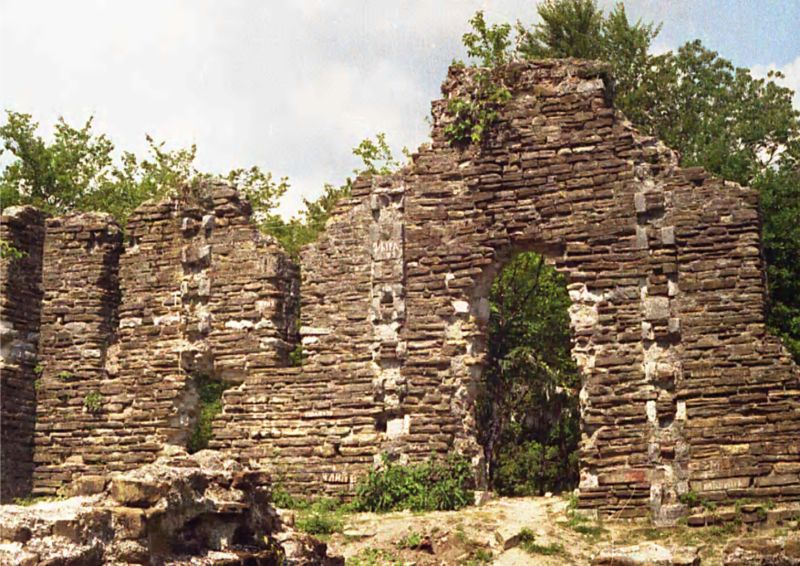
Iglesia de Loó.

El nombre de Loó deriva del apellido de la dinastía principesca abjasa Loov (Lau o Lou). Hasta 1864 estas tierras formaban parte de la  comunidad ubija de Vardané. Junto al mar se hallaba el pueblo de Ismail Barakái Dzhepsh, uno de los líderes de la resistencia ubija durante la guerra ruso-circasiana (1817-1864), que forzó a este pueblo a emigrar al Imperio otomano (Muhayir). A partir de 1872 este territorio formó parte de la hacienda Vardané del gran duque Miguel Nikoláyevich de Rusia. En los alrededores de la localidad, a unos 200 m de altitud se hallan las ruinas de un templo-fortaleza abjaso-alano construido entre los siglos X y XII, del que se conserva principalmente el muro norte. Por la naturaleza de la mampostería se lo relaciona con templos como los de Pitsunda o Lyjny, en Abjasia. 
El 7 de agosto de 2008 hizo explosión un artefacto en la playa de Loó que produjo la muerte de dos personas y quince heridos.

## Economía y transporte
El principal motor de la economía de Loó es el turismo, por sus playas y alrededores.
La localidad cuenta con una estación de ferrocarril en la línea Tuapsé-Sujumi de la red del ferrocarril del Cáucaso Norte, inaugurada en 1918. Por el microdistrito pasa la carretera federal M27 Dzhubga-frontera abjasa.

## Personalidades
- David Yaeydzhan (1915-1988), militar soviético. Héroe de la Unión Soviética.[2]